# ロナルド・ニーム
ロナルド・ニーム CBE（Ronald Neame、1911年4月23日 - 2010年6月16日）は、イギリスの映画監督、脚本家、撮影監督、映画プロデューサー。2度の英国アカデミー賞や、大英帝国勲章を受章。一般的には1972年公開のパニック映画『ポセイドン・アドベンチャー』の監督として知られる。

## 来歴
ロンドンで写真家の父と女優の母との間に生まれる。高校卒業後の1928年、アルフレッド・ヒッチコックの映画『ゆすり』へ撮影助手としての参加を機に映画界入り。デヴィッド・リーンらと映画会社を設立。撮影監督、脚本家、プロデューサーとしての活動を経て1947年に監督としてデビュー。1972年公開のパニック映画『ポセイドン・アドベンチャー』は世界的な大ヒットを記録した。
1932年に結婚。1947年に生まれた息子クリストファーは、後に映画プロデューサーとなった。
1993年、82歳で再婚。1996年には、長年に亘る本国映画産業への貢献を称えられ、大英帝国勲章が授与された。2003年には自伝を出版した。
2010年6月16日、99歳で死去。

## 主な監督作品
- 黄金の龍 Golden Salamander (1951)
- 春風と百万紙幣 The Million Pound Note (1953)
- ザーレンからの脱出 Escape from Zahrain (1961)
- 愛と歌の日々 I Could Go on Singing (1964)
- ドーヴァーの青い花 The Chalk Garden (1964)
- ジャングル・モーゼ Mister Moses (1965)
- ダイヤモンド作戦 A Man Could Get Killed (1965)
- 泥棒貴族 Gambit (1966)
- 天使のいたずら Prudence and Pill (1968)
- ミス・ブロディの青春 The Prime of Miss Jean Brodie (1969)
- クリスマス・キャロル Scrooge (1970)
- ポセイドン・アドベンチャー The Poseidon Adventure (1972)
- オデッサ・ファイル The Odessa File (1974)
- メテオ Meteor (1979)
- ホップスコッチ/或るエリート・スパイの反乱 Hopscotch (1980) 劇場未公開
- サクセス・ストーリー'88/天才的記憶術の使い方 Foreign Body (1986) 劇場未公開